# Asteriornis maastrichtensis
Asteriornis maastrichtensis es la única especie conocida de ave del género extinto Asteriornis ("ave de Asteria) perteneciente al Cretácico Superior de Bélgica. Estaba estrechamente relacionado con las aves del clado Galloanserae, como las gallinas y los patos. Los miembros de esta especie eran aves pequeñas y de patas largas (~394 gramos) que vivían cerca de la costa y coexistían con tipos de aves más "primitivos" como Ichthyornis. Asteriornis es una de las aves más antiguas conocidas que pertenece irrefutablemente al grupo Neornithes, que abarca a todas las aves modernas. Posee características tanto de galliformes (pájaros parecidos a las gallinas) como de anseriformes (pájaros parecidos a los patos), lo que indica su posición como pariente cercano del último ancestro común de ambos grupos.
Asteriornis puede arrojar luz sobre por qué las neornitas fueron los únicos dinosaurios que sobrevivieron al evento de extinción del Cretácico-Paleógeno. Su coexistencia con aves no neornitas como Ichthyornis implica que la competencia no fue un factor primario para la extinción de las aves no neornitas, que se parecían a sus parientes modernas en la mayoría de los aspectos, pero se extinguieron con otros dinosaurios no avianos. El tamaño pequeño, un estilo de vida terrestre, y una dieta generalista se han inferido como ventajas ecológicas que poseían las primeras neornitas, lo que les permitió sobrevivir y diversificarse tras la extinción. Asteriornis cumple con estas cualidades, lo que sugiere que tales sospechas estaban justificadas. Asteriornis también es evidencia en contra de una hipótesis diferente que afirma que las aves modernas se originaron en los continentes del hemisferio sur. Esto fue apoyado por reconstrucciones ancestrales biogeográficas usando filogenias y el descubrimiento de Vegavis (un posible neornithean de la Antártida), pero la presencia de Asteriornis en Europa sugiere que las aves modernas pueden haber estado ampliamente distribuidas en los continentes del norte en su evolución temprana.

## Descubrimiento y denominación
Asteriornis se basa en el espécimen NHMM 2013 008, conservado en el Museo de Historia Natural de Maastricht, que consiste en un cráneo casi completo y fragmentos de huesos de la pierna y un radio. Fue recuperado de cuatro bloques de sedimento encontrados en la cantera CBR-Romontbos cerca de Eben-Emael en la Formación Maastricht de Bélgica, y fue desenterrado por primera vez en el año 2000, por el paleontólogo aficionado Maarten van Dinther, quien lo donó al museo. Esta formación geológica es el homónimo de la etapa Maastrichtiana, que fue la última etapa del período Cretácico y la era Mesozoica. Se estima que tiene entre 66,8 y 66,7 millones de años, menos de un millón de años antes de la llegada del asteroide que causó la extinción masiva del Cretácico-Paleógeno, la cual acabó con todos los dinosaurios no aviano (y muchos otros animales) y dio comienzo a la era Cenozoica.
El nombre del género, Asteriornis, se construyó a partir de ornis, la palabra griega para pájaro, y de Asteria, una diosa griega que estaba asociada con las estrellas fugaces, y sobre la cual hay un famoso mito en el que se transforma en una codorniz. La parte Asteri del nombre del género alude al cráter de Chicxulub (una "estrella fugaz"), y también alude a las codornices que son miembros de los galloanseranos. El nombre de la especie A. maastrichtensis recibe su denominación de la Formación Maastricht.

## Descripción

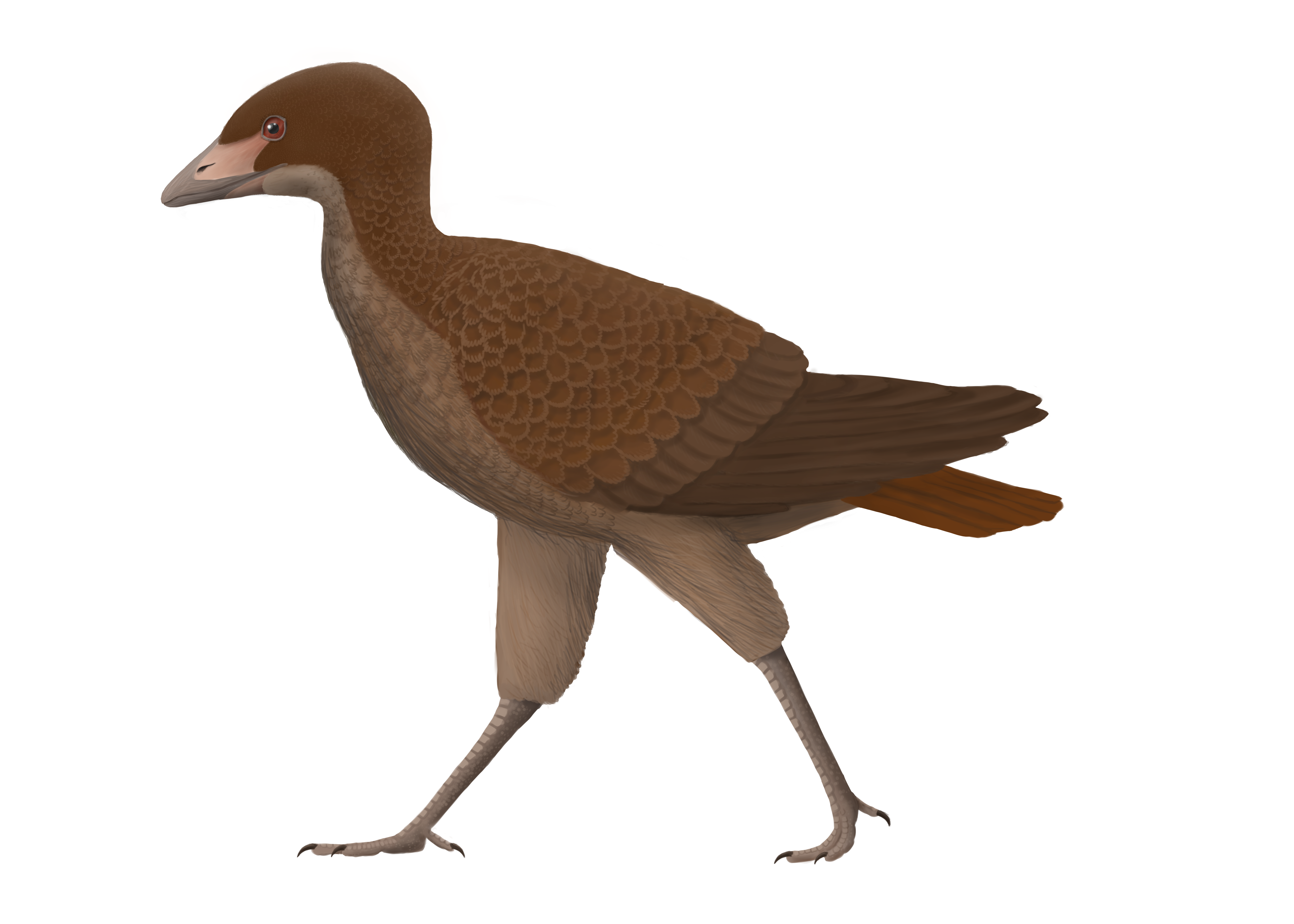
Reconstrucción en vida

El pico estaba ligeramente curvado hacia abajo y era ligero. A diferencia de los galloanseranos, el pico no tenía ninguna conexión especializada con el resto del cráneo, ni una punta ganchuda. En cambio, su punta frontal era ligeramente redondeada. El cráneo era más estrecho en las órbitas (cuencas de los ojos), donde los huesos frontales estaban incisos por una parte en forma de V de los huesos nasales. Los huesos que formaban la articulación de la mandíbula eran muy similares a los de los galloanseranos. El hueso cuadrado (la contribución del cráneo a la articulación de la mandíbula) se conectaba al techo del cráneo a través de dos protuberancias pronunciadas, que estaban adyacentes a una tercera protuberancia más pequeña, el tubérculo subcapitular. La mandíbula (mandíbula inferior) se conectaba al cuadrado con un par de cavidades, y el extremo posterior de la mandíbula inferior tenía un gran proceso retroarticular en forma de gancho orientado hacia atrás, así como un proceso medial más pequeño orientado hacia adentro. Todas estas características se consideran exclusivas de los galloanseranos (o al menos más comunes en ellos).
En algunos aspectos, el cráneo parece más similar al de las aves galliformes, como las gallinas y los faisanes. Estos incluyen huesos del hocico no fusionados y huesos nasales que se bifurcan delante de los ojos. En otros aspectos, se parece a las aves anseriformes, como los patos y los gansos. Estas características incluyen el proceso retroarticular ganchudo de la mandíbula y un proceso postorbital (la porción de hueso que forma el borde posterior de la cuenca del ojo) que se curva hacia adelante en su extensión inferior. Estos demuestran un principio de evolución según el cual los animales cercanos al ancestro común de dos grupos comparten algunas similitudes con cada grupo.
El fragmento de radio se aplana y se ensancha hacia la muñeca, donde posee una gran protuberancia en forma de gancho. Los huesos de las patas son alargados y delgados, similares en proporciones y estructura a los de las aves terrestres modernas. El fémur tiene crestas musculares bien desarrolladas y un cóndilo medial grande y angular. El tibiotarso es más ancho hacia la rodilla, mientras que el tarsometatarso es más delgado y está cubierto de crestas.

## Taxonomía y filogenia
Un análisis filogenético colocó a Asteriornis cerca de la base de Galloanserae, un superorden expansivo que contiene aves como gallinas, patos, faisanes y otros tipos de aves de corral y aves de caza. La ubicación precisa variaba según si el análisis utilizó parsimonia o protocolo bayesiano. La parsimonia lo colocó como el taxón hermano de Galloanserae, lo que significa que era un pariente lejano del último ancestro común de gallinas y patos. El protocolo bayesiano, en cambio, lo colocó dentro de Galloanserae, específicamente como el taxón hermano de los Galliformes. Esto significa que estaba más estrechamente relacionado con las gallinas que con los patos, pero también que no era un ancestro directo de las aves modernas similares a las gallinas.
|  | ¿Asteriornis maastrichtensis? |
|  |                               |
|  | Galliformes                   |
|  |                               |

|  | ¿Vegavis iaai? |
|  |                |
|  | Anseriformes   |
|  |                |

|  | ¿Asteriornis maastrichtensis? |
|  |                               |
|  | Galliformes                   |
|  |                               |

|  | ¿Vegavis iaai? |
|  |                |
|  | Anseriformes   |
|  |                |

|  | ¿Asteriornis maastrichtensis? |
|  |                               |
|  | Galliformes                   |
|  |                               |

|  | ¿Vegavis iaai? |
|  |                |
|  | Anseriformes   |
|  |                |

|  | ¿Asteriornis maastrichtensis? |
|  |                               |
|  | Galliformes                   |
|  |                               |

|  | ¿Vegavis iaai? |
|  |                |
|  | Anseriformes   |
|  |                |

|  | ¿Asteriornis maastrichtensis? |
|  |                               |
|  | Galliformes                   |
|  |                               |

|  | ¿Vegavis iaai? |
|  |                |
|  | Anseriformes   |
|  |                |

|  | ¿Asteriornis maastrichtensis? |
|  |                               |
|  | Galliformes                   |
|  |                               |

|  | ¿Vegavis iaai? |
|  |                |
|  | Anseriformes   |
|  |                |

|  | ¿Asteriornis maastrichtensis? |
|  |                               |
|  | Galliformes                   |
|  |                               |

|  | ¿Vegavis iaai? |
|  |                |
|  | Anseriformes   |
|  |                |

|  | ¿Asteriornis maastrichtensis? |
|  |                               |
|  | Galliformes                   |
|  |                               |

|  | ¿Vegavis iaai? |
|  |                |
|  | Anseriformes   |
|  |                |

|  | ¿Asteriornis maastrichtensis? |
|  |                               |
|  | Galliformes                   |
|  |                               |

|  | ¿Vegavis iaai? |
|  |                |
|  | Anseriformes   |
|  |                |

|  | ¿Asteriornis maastrichtensis? |
|  |                               |
|  | Galliformes                   |
|  |                               |

|  | ¿Vegavis iaai? |
|  |                |
|  | Anseriformes   |
|  |                |

|  | ¿Asteriornis maastrichtensis? |
|  |                               |
|  | Galliformes                   |
|  |                               |

|  | ¿Vegavis iaai? |
|  |                |
|  | Anseriformes   |
|  |                |

|  | ¿Asteriornis maastrichtensis? |
|  |                               |
|  | Galliformes                   |
|  |                               |

|  | ¿Vegavis iaai? |
|  |                |
|  | Anseriformes   |
|  |                |

|  | ¿Asteriornis maastrichtensis? |
|  |                               |
|  | Galliformes                   |
|  |                               |

|  | ¿Vegavis iaai? |
|  |                |
|  | Anseriformes   |
|  |                |

|  | ¿Asteriornis maastrichtensis? |
|  |                               |
|  | Galliformes                   |
|  |                               |

|  | ¿Vegavis iaai? |
|  |                |
|  | Anseriformes   |
|  |                |

|  | ¿Asteriornis maastrichtensis? |
|  |                               |
|  | Galliformes                   |
|  |                               |

|  | ¿Vegavis iaai? |
|  |                |
|  | Anseriformes   |
|  |                |

|  | ¿Asteriornis maastrichtensis? |
|  |                               |
|  | Galliformes                   |
|  |                               |

|  | ¿Vegavis iaai? |
|  |                |
|  | Anseriformes   |
|  |                |

|  | ¿Asteriornis maastrichtensis? |
|  |                               |
|  | Galliformes                   |
|  |                               |

|  | ¿Vegavis iaai? |
|  |                |
|  | Anseriformes   |
|  |                |

|  | ¿Asteriornis maastrichtensis? |
|  |                               |
|  | Galliformes                   |
|  |                               |

|  | ¿Vegavis iaai? |
|  |                |
|  | Anseriformes   |
|  |                |

|  | ¿Asteriornis maastrichtensis? |
|  |                               |
|  | Galliformes                   |
|  |                               |

|  | ¿Vegavis iaai? |
|  |                |
|  | Anseriformes   |
|  |                |

|  | ¿Asteriornis maastrichtensis? |
|  |                               |
|  | Galliformes                   |
|  |                               |

|  | ¿Vegavis iaai? |
|  |                |
|  | Anseriformes   |
|  |                |

|  | ¿Asteriornis maastrichtensis? |
|  |                               |
|  | Galliformes                   |
|  |                               |

|  | ¿Vegavis iaai? |
|  |                |
|  | Anseriformes   |
|  |                |

|  | ¿Asteriornis maastrichtensis? |
|  |                               |
|  | Galliformes                   |
|  |                               |

|  | ¿Vegavis iaai? |
|  |                |
|  | Anseriformes   |
|  |                |

|  | ¿Asteriornis maastrichtensis? |
|  |                               |
|  | Galliformes                   |
|  |                               |

|  | ¿Vegavis iaai? |
|  |                |
|  | Anseriformes   |
|  |                |

|  | ¿Asteriornis maastrichtensis? |
|  |                               |
|  | Galliformes                   |
|  |                               |

|  | ¿Vegavis iaai? |
|  |                |
|  | Anseriformes   |
|  |                |

|  | ¿Asteriornis maastrichtensis? |
|  |                               |
|  | Galliformes                   |
|  |                               |

|  | ¿Vegavis iaai? |
|  |                |
|  | Anseriformes   |
|  |                |

|  | ¿Asteriornis maastrichtensis? |
|  |                               |
|  | Galliformes                   |
|  |                               |

|  | ¿Vegavis iaai? |
|  |                |
|  | Anseriformes   |
|  |                |

|  | ¿Asteriornis maastrichtensis? |
|  |                               |
|  | Galliformes                   |
|  |                               |

|  | ¿Vegavis iaai? |
|  |                |
|  | Anseriformes   |
|  |                |

|  | ¿Asteriornis maastrichtensis? |
|  |                               |
|  | Galliformes                   |
|  |                               |

|  | ¿Vegavis iaai? |
|  |                |
|  | Anseriformes   |
|  |                |

|  | ¿Asteriornis maastrichtensis? |
|  |                               |
|  | Galliformes                   |
|  |                               |

|  | ¿Vegavis iaai? |
|  |                |
|  | Anseriformes   |
|  |                |

|  | ¿Asteriornis maastrichtensis? |
|  |                               |
|  | Galliformes                   |
|  |                               |

|  | ¿Vegavis iaai? |
|  |                |
|  | Anseriformes   |
|  |                |

|  | ¿Asteriornis maastrichtensis? |
|  |                               |
|  | Galliformes                   |
|  |                               |

|  | ¿Vegavis iaai? |
|  |                |
|  | Anseriformes   |
|  |                |

|  | ¿Asteriornis maastrichtensis? |
|  |                               |
|  | Galliformes                   |
|  |                               |

|  | ¿Vegavis iaai? |
|  |                |
|  | Anseriformes   |
|  |                |

Clasificar a Asteriornis como pariente de las gallinas y los patos significa que es inequívocamente un miembro de Neornithes. Esto es importante porque Neornithes se originó en el último ancestro común de todas las aves vivientes, y corresponde al término "ave" tal como se refiere a los animales modernos. Las aves pre-neornithean como Ichthyornis, Enantiornithes o Archaeopteryx generalmente se parecen a las aves modernas pero conservan características primitivas como dientes o garras en las alas. Los fósiles de Neornithes son extremadamente raros de la era Mesozoica, y generalmente son fragmentarios o están mal descritos. El neognato más antiguo conocido, específicamente un anseriforme de grupo troncal, es Teviornis de la Formación Nemegt de Mongolia hace unos 70 millones de años. Vegavis del Cretácico Superior (~66,5 Ma) de la Antártida fue descrito originalmente como un pariente de patos y gansos, pero la clasificación de ese grupo es controvertida y algunos paleontólogos no lo consideran un Neornithes propiamente dicho, o al menos no un anseriforme o Galloanserae. Asteriornis se basa en material de cráneo diagnóstico y bien conservado y su estado es menos inestable, por lo que puede considerarse entre los fósiles indiscutibles más antiguos conocidos de un ave Neornithes de estilo moderno.
Al menos un estudio en 2021 ha recuperado a Asteriornis como un paleognato, aunque "con apoyo limitado". Estudios posteriores aún respaldan a Asterornis como un Neornithes estrechamente relacionado con o dentro de Galloanserae basándose en análisis morfométricos y filogenéticos. Un análisis cladístico de 2024 colocó a Asteriornis dentro del grupo corona Galloanserae, específicamente como un galliforme troncal, aunque los análisis posteriores de su mandíbula sugirieron que carecía de una característica clave de los Galloanserae.